# Bianca Balti
Bianca  Balti (Lodi; 19 de marzo de 1984) es una modelo italiana.

## Carrera
Balti fue primeramente contratada para ser la portada de L'Officiel, fotografiada por Alexi Lubomirski. Su primer anuncio notable fue para Dolce & Gabbana. Ha aparecido en muchas portadas de revistas de modo, incluyendo Vogue, Harper's Bazaar, W, Cosmopolitan, y Marie Claire, así como a la revista para hombres Playboy.  Sus campañas incluyen Roberto Cavalli, Donna Karan, Christian Dior, D&G, Valentino, Armani Jeans, Missoni, Rolex, Guess?, Paco Rabanne, Anna Molinari, Guerlain, Revlon, La Perla, Cesare Paciotti, Mango, y Thierry Mugler.
Ella también apareció en el Victoria's Secret Fashion Show 2005 y en sus catálogos. 
Desde los desfiles de moda de la primavera/verano de 2005, ha aparecido en desfiles para diseñadores tales como Shiatzy Chen, Karl Lagerfeld, Gianfranco Ferré, Marc Jacobs, Alexander McQueen, Givenchy, Zac Posen, Hermès, John Galliano, Gucci, Fendi, Prada, Valentino, Missoni, Chanel, Christian Dior, Versace, Oscar de la Renta, Narciso Rodriguez, Ralph Lauren, y Carolina Herrera, Victoria's Secret.
Balti fue parte del elenco de la película de Abel Ferrara Go Go Tales (2008) como una de las bailarinas eróticas. Después de la película y su embarazo, regresó a las pasarelas, convirtiéndose en la nueva cara de la campaña internacional de Cesare Paciotti, y reemplazó a Angelina Jolie como una de las caras de la campaña de otoño de St. John, con modelos  como Hilary Rhoda y Caroline Winberg
Aparece en el Calendario Pirelli de 2011, fotografiada por Karl Lagerfeld. En 2012 fue elegida como la nueva de Dolce & Gabbana junto con la actriz Monica Bellucci.

## Vida personal
Balti se casó con el fotógrafo italiano Christian Lucidi, con quien tiene una hija llamada Matilde que nació en 2007. La pareja rompió en 2009 y se divorció formalmente en 2010.
El 14 de abril de 2015, dio a luz a su segunda hija, Mia McRae, con su novio Matthew McRae. La pareja tiene residencia en España y California. Se casó oficialmente con McRae el 1 de agosto de 2017.
En 2022, se sometió a una doble mastectomía preventiva después de descubrir que llevaba una variante del gen BRCA1. En septiembre de 2024, reveló que había comenzado la quimioterapia para el cáncer de ovario.

## Agencias
- Brave Model Management
- FM Model Agency
- ICONIC Management
- IMG Models
- Profile Model Management